# Führerkreis der vereinigten Gewerkschaften
Der Führerkreis der vereinigten Gewerkschaften war knapp drei Monate nach der Machtergreifung der Nationalsozialisten der späte Versuch der deutschen Richtungsgewerkschaften, ihre Zersplitterung aufzugeben und sich zusammenzuschließen. Dieser Schritt erfolgte am 28. April 1933 mit einem Gründungsdokument. Bereits wenige Tage darauf war der Versuch obsolet, da am 2. Mai 1933 die freien Gewerkschaften zerschlagen und die christlichen Gewerkschaften am 3. Mai 1933 unter das nationalsozialistische Aktionskomitee zum Schutz der deutschen Arbeit gestellt wurden.

## Gewerkschaftlicher Anpassungskurs
Die Schwäche der Gewerkschaftsbewegung Anfang 1933 erklärte sich aus der hohen Arbeitslosigkeit, aus der Segmentierung in eine Vielzahl von miteinander konkurrierenden Berufsgewerkschaften und der politischen Spaltung in Richtungsgewerkschaften. Nach der Machtergreifung der Nationalsozialisten im Januar 1933 und insbesondere nach den Märzwahlen passten sich die Gewerkschaften aller Richtungen weitgehend an das neue Regime an und gaben zur Aufrechterhaltung der eigenen Existenz auch zentrale Positionen auf. Die Freien Gewerkschaften etwa erkannten am 21. März 1933 das Recht des Staates an, bei den Auseinandersetzungen zwischen Arbeitgebern und Arbeitnehmern einzugreifen. Innerhalb der christlichen Gewerkschaften begrüßte man die nationale Revolution und erklärte sich zur Mitarbeit im neuen Staat bereit. Die Gewerkschaften distanzierten sich von der SPD beziehungsweise vom Zentrum als ihren politischen Bündnispartnern. Auch der ADGB erklärte sich am 9. April bereit, seine Organisation in den Dienst des neuen Staates zu stellen. Man befürworte die Einsetzung eines Reichskommissars für die Gewerkschaften.
Führende Gewerkschafter des ADGB diskutierten sogar mit der Nationalsozialistischen Betriebszellenorganisation (NSBO), insbesondere mit Ludwig Brucker, über eine zukünftige Gewerkschaftsorganisation. Die Gespräche scheiterten nur an den Maximalforderungen von Seiten der NSBO. Die Betriebsratswahlen im April 1933 zeigten, dass die NSBO nur zögerlich an Gewicht gewann. Sie kam auf 11,7 %. Die Freien Gewerkschaften kamen auf 73,4 %, die Christlichen Gewerkschaften auf 7,6 %, die Hirsch-Dunckerschen Gewerkvereine auf 0,6 % und die Revolutionäre Gewerkschafts-Opposition auf 4,9 %. Diese Beharrungskraft der alten Organisationen dürfte zum Entschluss des Regimes beigetragen haben, die Gewerkschaften zu zerschlagen.
Bereits am 29. März wurde insgeheim das schon genannte nationalsozialistische Aktionskomitee zum Schutz der deutschen Arbeit unter Leitung von Robert Ley und Reinhold Muchow gebildet, um die Zerschlagung der Gewerkschaften bis ins Detail zu planen. Ley und Joseph Goebbels holten zu diesen Plänen die Zustimmung von Adolf Hitler ein. Goebbels notierte am 17. April 1933 in sein Tagebuch: „Den 1. Mai werden wir zu einer grandiosen Demonstration deutschen Volkswillens gestalten. Am 2. Mai werden dann die Gewerkschaftshäuser besetzt. Gleichschaltung auch auf diesem Gebiet. Es wird vielleicht ein paar Tage Krach geben, aber dann gehören sie uns. Man darf hier keine Rücksicht kennen. Wir tun dem Arbeiter nur einen Dienst, wenn wir ihn von der parasitären Führung befreien, die ihm bisher das Leben sauer gemacht hat. Sind die Gewerkschaften in unserer Hand, dann werden sich auch die anderen Parteien und Organisationen nicht mehr lange halten können. (…) Ein Zurück gibt es nicht mehr. Man muss den Dingen nur ihren Lauf lassen.“
Diese Vorbereitungen blieben den Gewerkschaften verborgen. Die Ankündigung, den 1. Mai als Tag der nationalen Arbeit zu feiern, begrüßten die Gewerkschaften.

## Vereinigungsbestrebungen

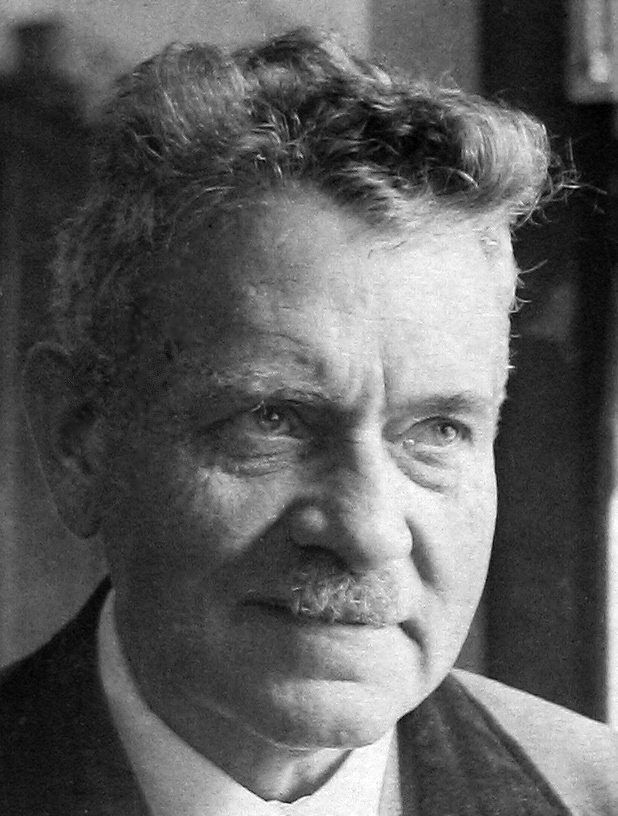
Anton Erkelenz (Bild ca. 1943), von dem Anregungen zur Vereinigung ausgingen

Neben der Anpassung an das Regime gab es den Versuch zur Vereinigung der bisherigen Richtungsgewerkschaften. Ansätze dazu waren bislang stets insbesondere aus programmatischen Gründen gescheitert. Dies gilt auch für den Vorschlag von Walter Dirks, der 1932 eine Bundesgenossenschaft von christlichen und freien Gewerkschaften zur Abwehr des Faschismus gefordert hatte. Die Situation war insofern verändert, als dass die parteipolitische Rücksichtnahme entfallen war. In allen Richtungsgewerkschaften gab es vor diesem Hintergrund Äußerungen mit dem Ziel einer engen Zusammenarbeit oder Vereinigung.
Ein Initiator des Führerkreises war Anton Erkelenz von den liberalen Hirsch-Dunckerschen Gewerkvereinen. Er konnte an Vorschläge aus dem Jahr 1931 anknüpfen und strebte eine Einheitsorganisation der Gewerkschaften an. Erkelenz wandte sich am 1. April 1933 in einem Brief an Adam Stegerwald von den christlichen Gewerkschaften. Darin hieß es, dass die „drei alten Gewerkschaftsrichtungen von sich aus verschmelzen und sich dann der Regierung als Einheitsgewerkschaft präsentieren. (…) Wenn die Gewerkschaften selber die Umformung zur Einheitsgewerkschaft in die Hand nehmen, können sie vielleicht erreichen, dass diese Einheitsgewerkschaft eine freiwillige Gewerkschaft im bisherigen Sinne bleiben wird, dass also keine staatliche Zwangsgewerkschaft daraus wird“. Ziel war es also, mit diesem freiwilligen Schritt der Schaffung einer vom Regime initiierten Zwangsvereinigung zuvorzukommen. Bereits am 5. April erklärte sich der ADGB bereit, sich an einer Vereinheitlichung des Gewerkschaftswesens zu beteiligen. Etwas weniger klar fiel die Zustimmung der christlichen Gewerkschaften vom 14. April aus.
Die eigentlichen Verhandlungen begannen nach Aufzeichnungen von Wilhelm Leuschner am 20. April in der Pension Adler am Kurfürstendamm in Berlin. Die Gewerkschaftsspitzen trafen sich im privaten Rahmen, weil man die Verhandlungen noch nicht öffentlich machen wollte. Danach folgten zahlreiche weitere Gespräche.
Am 28. April 1933 kam der Führerkreis der vereinigten Gewerkschaften zu einer Einigung über eine gemeinsame Erklärung. Daran beteiligt waren freie, christliche und hirsch-dunckersche Gewerkschaften sowie der deutsch-nationale Handlungsgehilfenverband.

## Gründungsmanifest

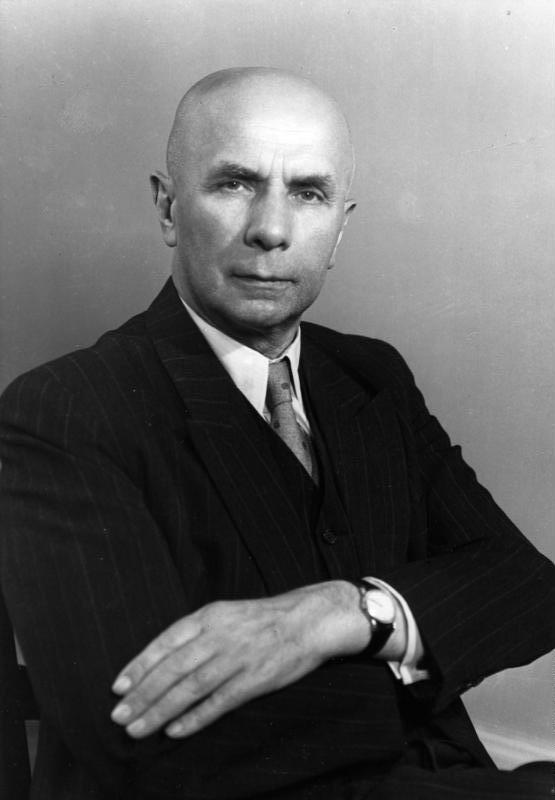
Jakob Kaiser (Bild ca. 1950) war am Entwurf des Gründungsdokuments maßgeblich beteiligt

Das Gründungsmanifest wurde insbesondere von den christlichen Gewerkschaftern Theodor Brauer und Jakob Kaiser entworfen. Der ursprüngliche Entwurf aus der Feder christlicher Gewerkschafter wurde im Laufe der Diskussion von Seiten der freien Gewerkschaften etwas modifiziert; der genaue Wortlaut ist nicht bekannt. Es gibt unterschiedliche Überlieferungen etwa von Seiten Jakob Kaisers. Eine weitere Version stammt aus einer Veröffentlichung der Deutschen Arbeitsfront (DAF). Beide Versionen sind möglicherweise von den jeweiligen politischen Interessen beeinflusst und spiegeln nicht die Originalfassung wider. Der Historiker Gerhard Beier hält die Fassung aus der DAF-Veröffentlichung für die dem Original am nächsten stehende.
Das Bündnis erklärte sich bereit, an der Neuordnung des wirtschaftlichen und sozialen Lebens mitzuwirken. Als Ziel wurde nach der Fassung von Jacob Kaiser formuliert:
1. Die Gewerkschaften sind die berufenen Vereinigungen zur Vertretung der sozialen und wirtschaftlichen Interessen der Arbeiter und Arbeiterinnen.
2. Das höchste Ziel ihrer Arbeit ist die Förderung eines gesunden Staates und Volkes als Voraussetzung zur Sicherung der sittlichen, kulturellen, staatlichen und wirtschaftlich-sozialen Lebensrechte des deutschen Arbeiterstandes.
3. Die religiösen Grundkräfte sind in ihrer staats- und gesellschaftlich aufbauenden Bedeutung zu achten und anzuerkennen.
4. Die Gewerkschaften haben parteipolitisch völlig ungebunden zu sein.[9]

In der Version, wie sie die DAF „teilweise“ überlieferte, hieß es in der Einleitung:

„Die nationale Revolution hat einen neuen Staat geschaffen. Dieser Staat will die gesamte deutsche Volkskraft einheitlich zusammenfassen und machtvoll zur Geltung bringen. Aus diesem volklichen Einheits- und Machtwillen heraus kennt er weder klassenmäßige Trennung noch volksabgewandte Internationalität. Diese Tatsache stellt das gesamte deutsche Volk, jeden seiner Stände und jeden einzelnen vor die Notwendigkeit, seine Haltung zu diesem Staat festzulegen. Die deutschen Gewerkschaften sind des Glaubens, dass sie der großen Aufgabe des neuen Staates, alle Kräfte des deutschen Volkes zu einer stärkeren Einheit zusammenzufassen, am besten dienen, wenn sie sich über alle Trennungen der Vergangenheit zu einer einzigen nationalen Organisation der Arbeit vereinigen.“

Man bekannte sich zur „positiven Mitarbeit am neuen Staat“ in einer „einzigen umfassenden nationalen Organisation der Arbeit“. Allerdings enthielt das Dokument auch die Forderung nach ungehinderter gewerkschaftlicher Arbeit. Insofern hatte die Anpassungsbereitschaft ihre Grenzen. Unterzeichner waren unter anderem Wilhelm Leuschner, Jakob Kaiser und Theodor Leipart. Die Erklärung war von seiner völkisch-nationalistischen Sprache geprägt. Von Klassenkampf und Internationalismus war keine Rede mehr. Damit war dieses Dokument weit entfernt von der bisherigen Programmatik der freien Gewerkschaften als dem größten Bündnispartner. Inhaltlich schienen sich also die christlichen Gewerkschaften durchgesetzt zu haben. Es handelte sich bei dem Bündnis eher um einen losen Zusammenschluss als um eine wirkliche Einheitsgewerkschaft. Diese kam vor dem Hintergrund der Erfahrungen der folgenden Jahre erst nach dem Krieg mit der Gründung des DGB zustande. Charakterisiert wurde der Zusammenschluss als eine „Gleichschaltung von unten“ oder „Gleichschaltung von innen“.
Zum 1. Mai 1933, der von Adolf Hitler zum Tag der nationalen Arbeit erklärt worden war, veröffentlichte der ADGB am 22. April einen Aufruf. Der Versuch, eine richtungsübergreifende Gewerkschaftsorganisation zu schaffen, scheiterte bereits tags darauf mit der Zerschlagung der freien Gewerkschaften. Die christlichen Gewerkschaften unterstellten sich am 3. Mai dem Aktionskomitee zum Schutz der deutschen Arbeit.